# ヘンリー・タウベ
ヘンリー・タウベ（Henry Taube, 1915年11月30日 – 2005年11月16日）は、カナダ生まれのアメリカの化学者。カナダ王立協会フェロー。1983年、金属錯体の電子移動反応機構の解明によりノーベル化学賞を受賞した。

## 生涯
サスカチュワン州に生まれ、レジャイナにあるルーサー大学付属の高校に通った。1935年、1937年にはサスカチュワン大学から学士号、修士号を得た。1940年にはカリフォルニア大学バークレー校で博士号を取り、1942年にアメリカ合衆国に帰化した。1961年から1986年にかけて、コーネル大学、シカゴ大学、スタンフォード大学の化学の教授になった。1992年には弟子達によりヘンリー・タウベ研究所が創設され、初代名誉所長を兼任した。
彼がノーベル賞を受賞した研究は、ある分子が他の分子から電子を奪い取る、｢酸化還元反応｣と呼ばれる研究であった。酸化還元反応は植物の光合成、動物の呼吸や、燃焼など様々な場面で起こる。彼の研究は特に、金属原子を配位子が配位した錯体に関するものだった。彼は反応機構を調べるのに同位体を初めて使用した人物の一人で、無機化学でプローブを初めて使用したのも彼である。ルテニウムやオスミウムに関する知見も、彼に負う所が大きい。
2005年11月16日に、カリフォルニア州パロアルトの自宅で、89歳の生涯を閉じた。
息子の一人、カール・タウベはカリフォルニア大学リバーサイド校の考古学教授で、有名なマヤ文明研究者である。中央アメリカのコロンブス以前の文明に関する研究で知られている。

## 受賞歴
- 1971年 - ウィラード・ギブズ賞、ウィリアム・H・ニコルズ賞
- 1975年 - レムセン賞
- 1976年 - アメリカ国家科学賞
- 1979年 - センテナリー賞
- 1981年 - ライナス・ポーリング賞
- 1983年 - ウェルチ化学賞、米国科学アカデミー賞化学部門、ノーベル化学賞
- 1985年 - プリーストリー賞

## 参照
- Henry Taube - Biographical